# A nagy füzet
A nagy füzet es una película dramática húngara de 2013 dirigida por János Szász. Está basada en la primera novela, del mismo nombre, de la trilogía premiada en 1986 de Ágota Kristof.

## Sinopsis
Dos gemelos son enviados a un pueblo remoto donde vive su abuela para que puedan estar a salvo durante la guerra. Sin embargo, descubren que la aldea puede no ser tan segura como creen cuando los residentes de la aldea los golpean.

## Reparto
- András Gyémánt como Uno
- László Gyémánt como Otro
- Gyöngyvér Bognár como Madre
- Piroska Molnár como Abuela
- András Réthelyi como Ordenado
- Ulrich Thomsen como Agente
- Orsolya Tóth como Harelip
- János Derzsi como Sutor
- Péter Andorai como Deacon
- Miklós Székely B. como Viejo sin hogar
- Krisztián Kovács como Soldado desertor
- Ákos Köszegi como Agente húngaro
- Ulrich Matthes como Padre

## Nombramientos y premios
La película se estrenó por primera vez en el 48.ª Festival Internacional de Cine de Karlovy Vary en julio de 2013, donde ganó el Globo de Cristal, así como el premio Label Europa Cinemas. En octubre del mismo año recibió una Mención Especial en el Festival Internacional de Cine de Chicago.
La película también se proyectó en la sección Contemporary World Cinema del Festival Internacional de Cine de Toronto de 2013. La película fue seleccionada como la entrada húngara a la Mejor Película en Lengua Extranjera en la 86.ª edición de los Premios de la Academia, lo que la convierte en finalista de enero.